# K-S 14 U cihelny
K-S 14 „U cihelny“ je samostatný pěchotní srub těžkého opevnění, který byl součástí pevnostního systému předválečné Československé republiky.
Tento pěchotní srub byl součástí rozsáhlého československého opevnění budovaného ve třicátých letech 20. století, které mělo sloužit k ochraně hranic československého státu. Srub stojí v Pardubickém kraji v blízkosti silnice č. III/31224, která vede z Králík do Prostřední Lipky. Svojí palbou měl srub chránit kromě výše uvedené silnice také sousední pěchotní sruby K-S 15 a K-S 16 i pěchotní srub K-Bg-S 13, jenž byl součástí dělostřelecké tvrze Hůrka (Berghöhe).

## Výstavba
Srub byl spolu s dalšími objekty zadán Ředitelstvím opevňovacích prací (ŘOP) k výstavbě dne 9. června 1936, jako součást 3./III. stavebního podúseku Boříkovice v rámci Ženijního skupinového velitelství III Králíky. Celý podúsek měla vybudovat stavební firma Ing. Jan Matoušek z Prahy. K betonáži samostatného oboustranného dvoukřídlého pěchotního srubu došlo ve dnech 29. září až 8. října 1936. Svou kubaturou, kdy bylo spotřebováno zhruba 2110 m³ betonu a 150 tun oceli, byl zástupcem III. třídy odolnosti, jež byla tou nejvyšší, která se u izolovaných objektů mohla vyskytovat. Na srubu byly osazeny také dva pancéřové pěchotní zvony, které byly v 60. letech 20. století odstraněny n. p. Kovošrot.

## Vybavení

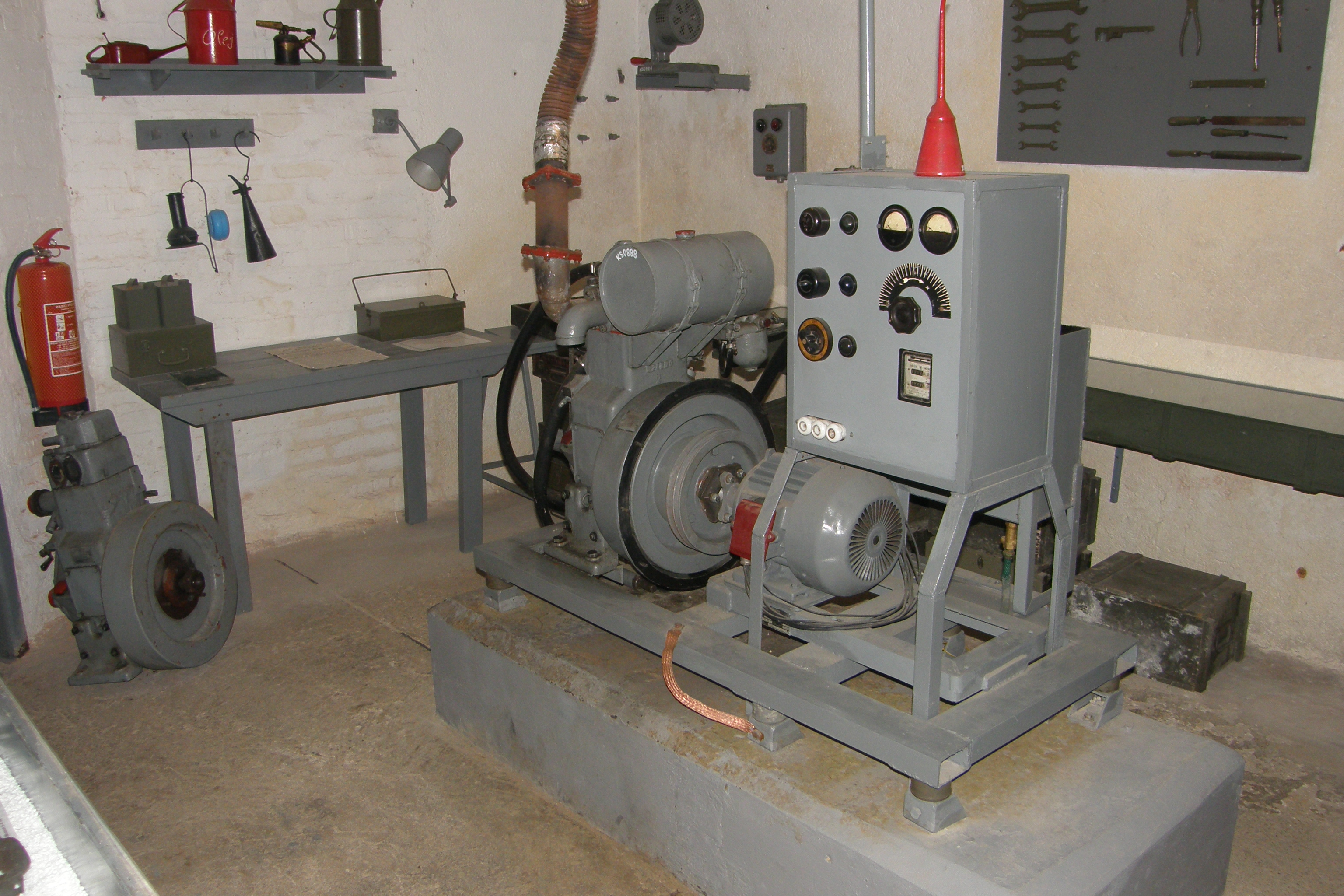
Dieselagregát srubu, jedná se o poválečný typ

Pěchotní srub se podobně jako většina dalších skládal ze dvou pater. Obě byla navzájem spojená schodištěm a ručním výtahem, který měl sloužit k dopravě munice pro minomet. Nadzemní patro objektu, někdy též nazývané jako bojové, mělo tedy sloužit k samotnému vedení boje. Nacházel se zde vstup do objektu, tři sklady munice pro zbraně, velitelské stanoviště, místnost pro telefonistu, záchody, umývárna a zejména dvě střelecké místnosti, ve kterých byly umístěny hlavní zbraně srubu. K těm patřilo pět lehkých kulometů vz. 26, těžký kulomet vz. 37 a zejména dva 4cm protitankové kanόny spřažené s těžkým kulometem.
V podzemním patře (týlové patro) se nacházelo zázemí celého objektu. Byly zde ubikace pro posádku srubu, kterou mělo tvořit 43 vojáků, dále srdce objektu v podobě strojovny se skladem pohonných hmot, filtrovna vzduchu, místnosti pro skladování ručních granátů a munice pro minomet, stanoviště zemního telegrafu a vyústění studny. Ve spodním patře se nacházela také místnost pro 9 cm minomet, který se však do objektu již nepodařilo namontovat.

## Mužstvo
Pěchotní srub měli obsazovat vojáci, kteří byli speciálně pro obsazování těchto objektů vycvičeni – tzv. hraničářské jednotky. Samotný objekt obsazovali vojáci 12. roty z hraničářského pluku 6. Osádku srubu mělo tvořit 43 mužů, z toho byl 1 důstojník, 14 poddůstojníků (2 četaři, 3 desátníci, 9 svobodníků) a 28 vojínů. Mužstvu nejprve velel por. pěch. Josef Peška, po něm do 15. září 1938 por. pěch. František Novák, kterého vystřídal por. pěch. Karel Kocián.
V objektu došlo dne 3. října 1938 k tragické události. Z důvodu přijetí Mnichovské dohody spáchal sebevraždu četař Arnošt Hrad (5. dubna 1914 – 3. října 1938). Zemřel na následky střelného poranění v oblasti srdce, které si způsobil vlastní služební pistolí. Na rozloučenou po sobě zanechal tři dopisy, které byly určeny mamince, dále veliteli 12. roty škpt. pěch. Leopoldu Medkovi a poslední byl určen pro jeho kamarády, poddůstojníky a vojáky.

## Osudy

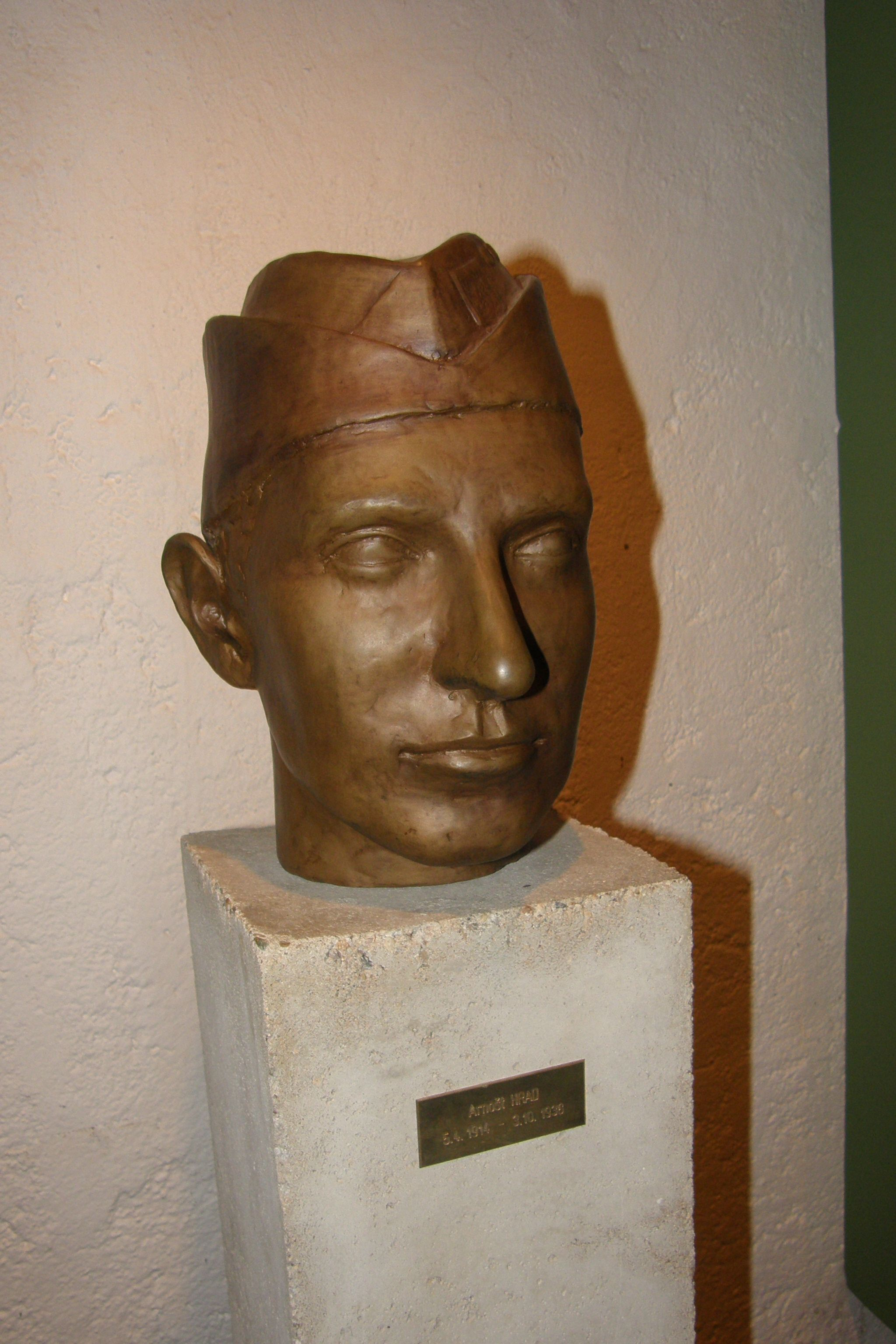
Busta Arnošta Hrada umístěná v pěchotním srubu

Po vzniku protektorátu Čechy a Morava provedla německá armáda na srubu několik zkoušek svých zbraní. Zkoušky na objektu proběhly v průběhu října roku 1940. Německé armádě srub posloužil jako cvičný terč, na který se střílelo ze vzdálenosti 400, 600, 800 a 4500 metrů. Zkoušen byl například 9 cm minomet, 5 cm minomet či 4 cm protitankový kanon. Po skončení druhé světové války byl nejprve zdevastován n. p. Kovošrot. Od roku 1970 do roku 1989 sloužil I. správě Federálního ministerstva vnitra ČSSR pro účely spojení zahraniční rozvědky (Akce KAHAN). Poté pro uskladnění odpadu z n. p. Tesla Králíky.)
V současnosti je srub zrekonstruován do stavu, který odpovídá tomu, jak srub vypadal v roce 1938. O celý objekt i jeho přilehlé okolí se starají od r. 2001 členové Vojensko-historického klubu ERIKA BRNO, z.s. Ve srubu vybudovali muzeum a již v roce 1994 byla odhalena i slavnostní deska četaři Arnoštu Hradovi. V současné době je zde možné navštívit tři stálé expozice, pamětní síň Arnošta Hrada a také několik dobových místností. V blízkosti srubu se každoročně v srpnu koná rozsáhlá vzpomínková Akce Cihelna, které se kromě vojensko-historických klubů účastní i AČR.

## Expozice současného Muzea čs. opevnění z let 1935-38, Pěchotního srubu K-S 14 "U cihelny" Králíky
V roce 2003 byl v horní části objektu vybudován základ stálé expozice o založení Republiky Československé v roce 1918 a návratu čs. Legií do vlasti s unikátní výstavou o počátcích válečné chirurgie a vojenského lékařství. Další část stálé expozice pojednává o systému a výstavbě opevnění od roku 1935 do roku 1938. Prostory s doplněným dobovým mobiliářem nebo replikami byly zpřístupněny ubikace poddůstojníků, místnost telefonisty, strojovna, ubikace velitele a skladiště PHM. V podzemních prostorách objektu se nachází vybavená strojovna, filtrovna pro tematické výstavy a místnost zemní telegrafie. V ubikaci mužstva je unikátní stálá expozice věnovaná finanční stráži Republiky Československé 1918-1948 s pamětními deskami se jmény padlých nebo zavražděných příslušníků v období 1938-1939. V minometní místnosti je možné zhlédnout stálou expozici o životě a tragické smrti četaře Arnošta Hrada s bronzovou bustou tohoto vojáka od sochaře Ondřeje Štočka z Brna.
Pěchotní srub je přístupný pro veřejnost od dubna do října, prohlídka je vždy s průvodcem.